# Jacob Mark

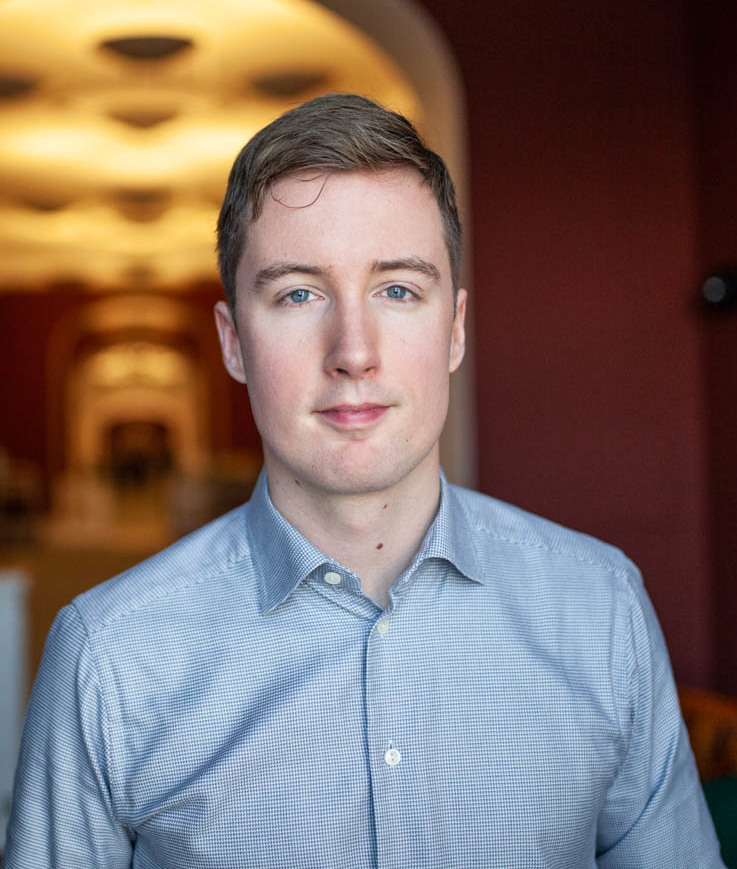
Jacob Mark

Jacob Rene Mark (nascido em 16 de outubro de 1991 em Køge) é um político dinamarquês. Ele é actualmente o líder do grupo parlamentar do Partido Popular Socialista no Folketing.